# The Adventures of Sherlock Holmes (film)
The Adventures of Sherlock Holmes is een Amerikaanse detective-film uit 1939, gebaseerd op het personage Sherlock Holmes. Het is de tweede film met Basil Rathbone als Holmes en Nigel Bruce als Dr. Watson, en de laatste film die de twee maakten voor 20th Century Fox. Het was ook de laatste van de Basil/Bruce-films die zich afspeelt in de tijdsperiode van de Sherlock Holmes-verhalen. De andere films met de twee in de hoofdrollen spelen zich af in het toenmalige heden.

## Verhaal
De film begint met een woordenwisseling tussen Holmes en Professor Moriarty, die zojuist is vrijgesproken van moord vanwege gebrek aan bewijs. Dit uiteraard tot ongenoegen van Holmes.
Later worden Holmes en Watson opgezocht door Ann Brandon. Ze vertelde dat haar broer Lloyd een vreemde brief heeft ontvangen met daarop een tekening van een man met een albatros om zijn nek. Haar vader ontving tien jaar geleden een soortgelijke tekening alvorens op brute wijze te worden vermoord. Holmes beseft dat de tekening een waarschuwing is, en haast zich naar het huis van Lloyd Brandon. Hij is echter te laat en Lloyd blijkt al te zijn gedood.
Holmes onderzoekt de moord. Zo gaat hij undercover naar een tuinfeestje, daar hij vermoedt dat er op dit feest een aanslag zal worden gepleegd op Ann. Zijn vermoedens blijken juist, en hij slaagt erin de man die haar wil vermoorden te overmeesteren. De man blijkt Gabriel Mateo te zijn, die wraak wil op de Brandons omdat Anns vader zijn vader heeft gedood vanwege onenigheid over de eigendomsakte van een Zuid-Amerikaanse mijn. Het blijkt dat Moriarty hem had aangespoord om wraak te nemen. Holmes beseft dat Moriarty Mateo gebruikt om hem af te leiden, zodat hij zelf vrij spel heeft.
Moriarty’s plan is om de kroonjuwelen te stelen. Holmes haast zich naar de Tower of London om de misdaad te voorkomen. Het komt tot een worsteling tussen Holmes en Moriarty, waarbij Moriarty uiteindelijk een schijnbaar fatale val maakt.

## Rolverdeling
| Acteur           | Personage                           |
| ---------------- | ----------------------------------- |
| Basil Rathbone   | Sherlock Holmes                     |
| Nigel Bruce      | Dr. Watson                          |
| Ida Lupino       | Ann Brandon                         |
| George Zucco     | Professor Moriarty                  |
| Alan Marshal     | Jerrold Hunter                      |
| E. E. Clive      | Inspector Bristol van Scotland Yard |
| Terry Kilburn    | Billy                               |
| Henry Stephenson | Sir Ronald Ramsgate                 |

## Achtergrond
Anders dan de titel doet vermoeden is de film niet gebaseerd op het gelijknamige boek, maar op een toneelstuk van William Gillette. De film brengt echter een aantal drastische veranderingen aan in het verhaal van dit toneelstuk.
In het Verenigd Koninkrijk werd de film uitgebracht onder de verkorte titel Sherlock Holmes.
De zin "Elementary, my dear Watson", die vaak door Sherlock Holmes wordt gebruikt indien Watson hem vraagt hoe hij tot een bepaalde conclusie is gekomen, werd mede dankzij deze film populair bij een groot publiek. De zin komt echter niet voor in een van de Sherlock Holmes-verhalen geschreven door Arthur Conan Doyle, maar werd geïntroduceerd door een film uit 1929. De zin staat op de 65e plaats in AFI's 100 Years... 100 Movie Quotes poll.
In de scène waarin Holmes incognito is op het feest als een zanger, zingt hij "I Do Like To Be Beside The Seaside". Dit nummer werd echter geschreven in 1907 terwijl de film zich afspeelt in 1894.